# El mal del sauce
 El mal del sauce es una película argentina dirigida por Sebastián Sarquís sobre su propio guion escrito en colaboración con Roberto Soto y Daniel Mancini que se estrenó el 19 de abril de 2012 y que tuvo como protagonistas a Jean Pierre Noher, Vicky Olivares y Lihuel Iván Porcel.
Es la primera película de Sebastián Sarquís, hijo del cineasta Nicolás Sarquís, fallecido en 2003. El título hace referencia a una creencia popular de los habitantes de las islas del delta, lugar donde se rodó íntegramente el filme, acerca de un mal que se lleva en la sangre como un estigma familiar o que se adquiere simplemente por estar sentado debajo de un sauce contemplando el río. Este mal, que algunas personas sufrirían sin saberlo y que inspiró la historia, tendría diversas y ambiguas consecuencias. 
Antes de su estreno oficial en Buenos Aires, la película fue exhibida en el 25° Festival Internacional de Cine de Mar del Plata (Competencia Argentina), y el 28° Festival de cine de Bogotá, Colombia.

## Sinopsis
La soledad, el aislamiento y la incomunicación de un hombre que está sufriendo un secuestro extorsivo, lo lleva a enfrentarse con su propio universo, a encontrarse con sus fantasmas personales, y desde ahí nos cuenta su historia. 

## Reparto
- Jean Pierre Noher
- Vicky Olivares
- Lihuel Iván Porcel
- David Dinápoli
- Verónica Bellene

## Comentario
En la crónica de Clarín se dijo:

"fallido filme que no logra estar a la altura de sus ambiciones… si bien mantiene su interés en los momentos en los que Noher recorre y descubre, en silencio, el lugar donde vive, sin saber muy bien qué es lo que está pasando ahí, la mayor parte de los diálogos y actuaciones del resto de los personajes entra en un territorio de lo inverosímil a punto tal que la limitada credibilidad de la situación desaparece del todo. Y las revelaciones del final, ligadas a la naturaleza del secuestro y de la relación entre el padre y su hijo, se sienten completamente descolgadas, traídas de otra película que aquí nunca estuvo."